# Karim Ziani
Karim Ziani (Arabisch:كريم زياني) (Sèvres, 17 augustus 1982) is een Franse voormalig voetballer van Algerijns-Franse afkomst die als middenvelder speelde. Zijn vader is afkomstig uit Béjaïa, zijn moeder is Frans. Hij werd in 2006 en in 2007 verkozen tot Algerijns Voetballer van het Jaar.

## Interlandcarrière
Ziani kon vanwege zijn dubbele nationaliteit voor Algerije of voor Frankrijk uitkomen. Hij heeft besloten om voor Algerije zijn interlandcarrière op te bouwen.
Hij maakte zijn interlanddebuut in het jaar 2003 tijdens een vriendschappelijk duel tegen België en scoorde zijn eerste interlandgoal in het jaar 2008 tegen Liberia. Ziani maakte deel uit van de Algerijnse selecties op het Afrikaans kampioenschap voetbal 2004, 2010 (vierde plaats) en het wereldkampioenschap voetbal 2010.